# Підлісне (Каримський район)
Підлі́сне (рос. Подлесное) — село у складі Каримського району Забайкальського краю, Росія. Входить до складу Кайдаловського сільського поселення.

## Населення
Населення — 78 осіб (2010; 80 у 2002).
Національний склад (станом на 2002 рік):
- росіяни — 85 %